# دونژا نولژا
دونژا نولژا (به صربی: Donja Nevlja) یک روستا در صربستان است که در دیمیتروفگراد واقع شده‌است. دونژا نولژا ۳۱ نفر جمعیت دارد.